# Haferschmielen
Haferschmielen (Aira) sind eine Pflanzengattung innerhalb der Familie der Süßgräser (Poaceae). Die etwa acht Arten sind in Eurasien, Nordafrika und Makaronesien verbreitet.

## Beschreibung

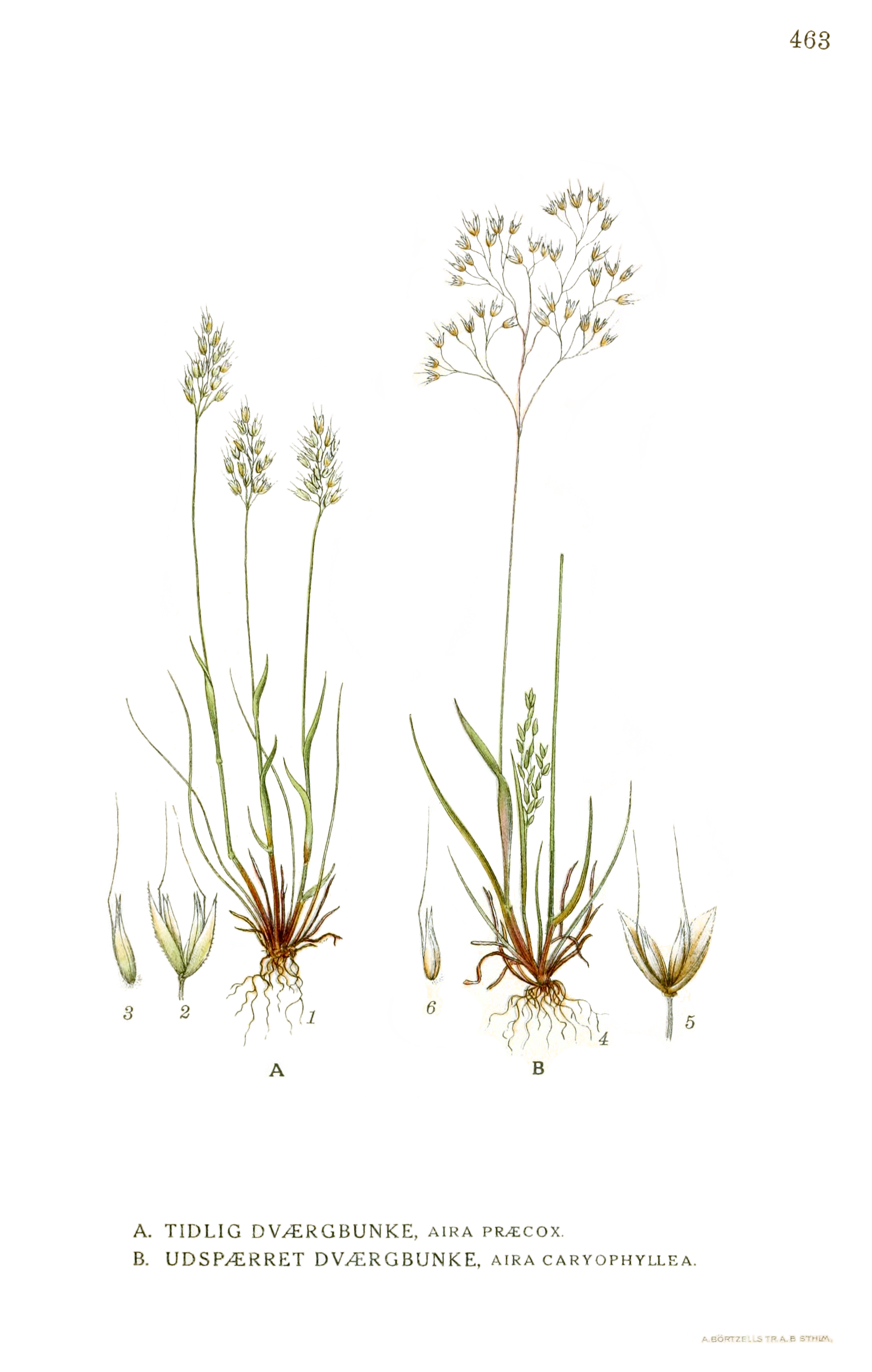
Illustration der Nelken-Haferschmiele (Aira caryophyllea) und der Frühen Haferschmiele (Aira praecox)

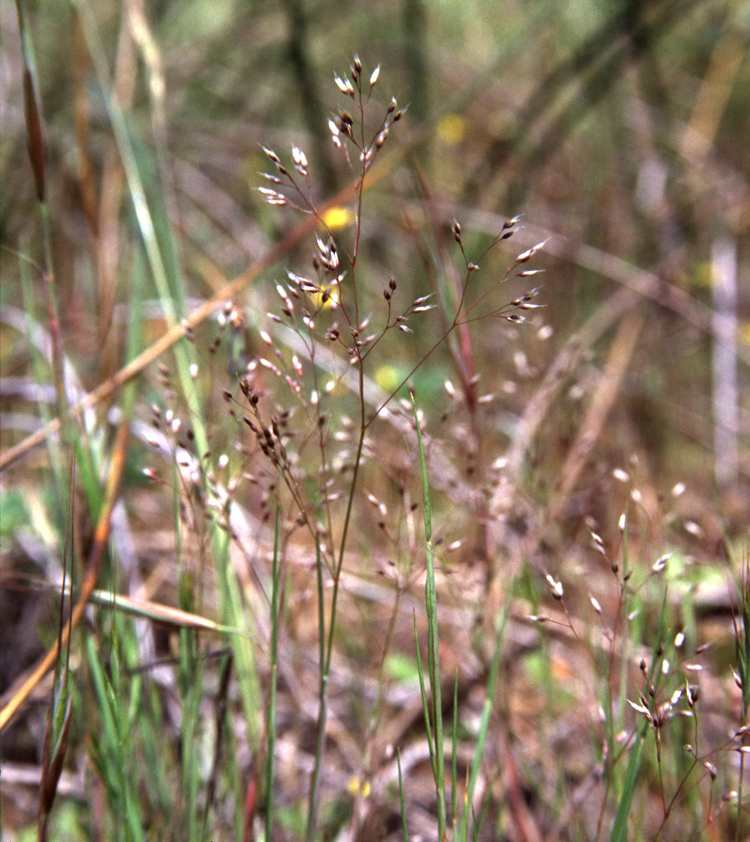
Nelken-Haferschmiele (Aira caryophyllea)

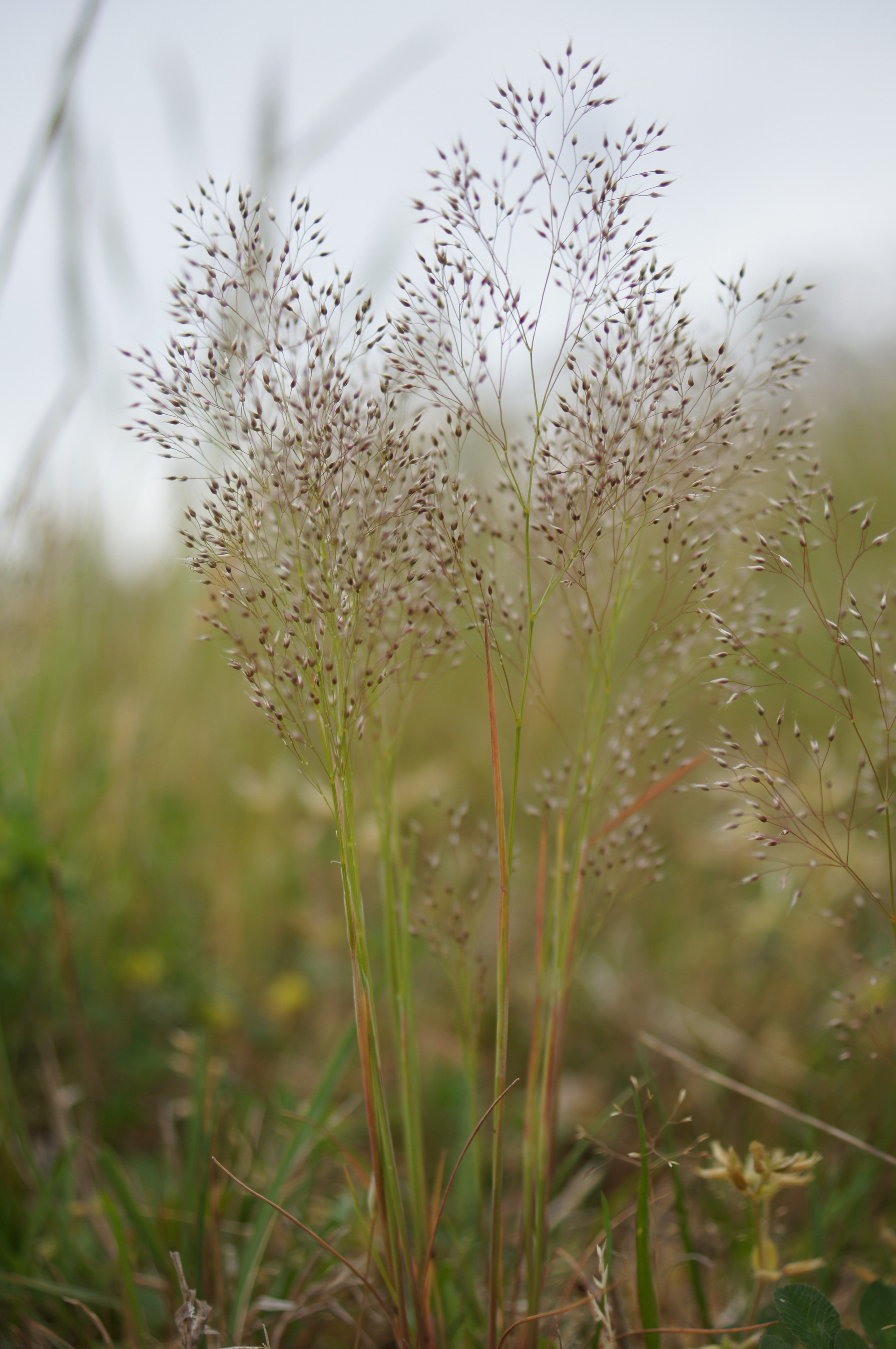
Aira cupaniana

### Vegetative Merkmale
Bei Aira-Arten handelt es sich um vergleichsweise kleinwüchsige, einjährige krautige Pflanzen, die meist Wuchshöhen von 5 bis 20 (bis 50) Zentimetern erreichen. Die Halme besitzen nur wenige kahle Knoten. Die Ligula ist ein langer zungenförmiger, am oberen Ende zerschlitzter, häutiger Saum. Die Blattspreiten sind kurz und schmal, oft eingerollt und in der Knospenlage gefaltet.

### Generative Merkmale
In rispigen Blütenständen sind die Ährchen angeordnet. Meist jeweils zwei Blüten sind in kleinen (1,5 bis 3 Millimeter) Ährchen angeordnet. Jedes Ährchen besitzt ein bis zwei gleich lange Grannen, die auf dem Rücken der Deckspelzen entspringen. Die zwei Hüllspelzen sind ein- bis dreinervig und so lang wie das Ährchen. Die Deckspelzen sind fünfnervig, meist kürzer als die Hüllspelzen und am oberen Ende eingekerbt und auf dem Rücken begrannt oder spitz und unbegrannt. Die Granne ist gekniet; die Untergranne ist hellbraun und gedreht, die Obergranne ist gelblichweiß und rau. Die Vorspelzen sind zweinervig und etwas kürzer als die Deckspelzen.

## Systematik und Verbreitung
Die Gattung Aira wurde 1753 aufgestellt. Synonyme für Aira L. sind: Aspris Adans., Caryophyllea Opiz, Fiorinia Parl., Fussia Schur.
Die Aira-Arten sind in Eurasien, Nordafrika sowie Makaronesien verbreitet und kommt auch auf Bergen im tropischen Afrika vor. Alle acht Arten kommen in Europa vor. In Deutschland kommen ursprünglich die beiden Arten Nelken-Haferschmiele (Aira caryophyllea) und Frühe Haferschmiele (Aira praecox) vor.
Die Gattung Aira umfasst etwa acht Arten:
- Nelken-Haferschmiele (Aira caryophyllea L.): Sie ist von den Azoren und Kanaren über Europa und Nordwestafrika bis zum Iran und Kaukasusraum und von Tibet bis zum westlichen Himalaja weitverbreitet und kommt auch auf Bergen im tropischen Afrika vor.[2] Sie ist in Nord- und Südamerika, Australien und Neuseeland ein Neophyt.
- Aira cupaniana Guss.: Sie kommt im Mittelmeerraum und auf Lanzarote vor.[5][2]
- Haar-Haferschmiele (Aira elegans Willd. ex Roem. & Schult., Syn.: Aira elegantissima Schur): Die ursprüngliche Heimat ist Marokko, Algerien und das Gebiet von Südeuropa und dem südlichen Mitteleuropa bis zum nördlichen Iran.[2] Als Zierpflanze und verwildert kommt sie auch in Deutschland, in Japan und in Nordamerika vor.[6]
- Frühe Haferschmiele (Aira praecox L.): Sie kommt in Europa sowie auf den Kanaren vor und in der Türkei unbeständig.[7] Sie ist in Nordamerika ein Neophyt.
- Aira provincialis Jord.: Sie kommt nur im südöstlichen Frankreich und auf Korsika vor.[4]
- Aira scoparia Adamović: Sie kommt nur Mazedonien vor.[4]
- Aira tenorei[8] Guss.: Sie kommt in Nordwestafrika, Libyen sowie Südeuropa vor.[2]
- Aira uniaristata Lag. & Rodr.: Sie kommt auf den Balearen, in Spanien, Portugal, in Marokko und Libyen vor.[2]